# 9848 Yugra
9848 Yugra è un asteroide della fascia principale. Scoperto nel 1990, presenta un'orbita caratterizzata da un semiasse maggiore pari a 2,3800178 UA e da un'eccentricità di 0,2278945, inclinata di 1,24754° rispetto all'eclittica.